# Hohes Rad
Le Hohes Rad est une montagne qui s’élève à 2 934 m d’altitude dans le massif de Silvretta, en Autriche.